# Tibiriçá
Tibiriçá (nascido em data e local desconhecidos – São Paulo dos Campos de Piratininga, 25 de dezembro de 1562) foi um importante líder indígena tupiniquim dos primórdios da colonização portuguesa do Brasil. Era aliado dos portugueses. Destacou-se nos eventos relacionados à fundação da atual cidade de São Paulo, em 1554.

## Biografia
Foi convertido e batizado pelos jesuítas José de Anchieta e Leonardo Nunes. Seu nome de batismo cristão foi Martim Afonso, em homenagem ao fundador da vila de São Vicente, Martim Afonso de Sousa, passando a se chamar, então, Martim Afonso Tibiriçá. Era chefe de uma parte da nação indígena estabelecida nos campos de Piratininga, com sede na aldeia de Inhampuambuçu. Era irmão de Piquerobi e de Caiubi, índios que também se destacaram durante a colonização portuguesa do Brasil: o primeiro, como inimigo dos portugueses; e o segundo, como grande colaborador dos jesuítas. Teve muitos filhos. Com a índia Potira, teve Ítalo, Ará, Pirijá, Aratá, Toruí, Bartira e Maria da Grã.
Bartira viria a desposar João Ramalho, aliado de Tibiriçá e a pedido de quem defendeu os portugueses quando estes chegaram a São Vicente. Apesar de ter sido a mais "famosa", Bartira não foi a única filha de Tibiriçá a se casar com portugueses naquele contexto. Tudo indica que o cacique foi muito hábil em se posicionar no mundo de então através das relações de parentesco de suas filhas. Teberê, outra de suas filhas, cujo nome cristão era Maria da Graça, se casou com Pedro Dias, um irmão jesuíta que veio ao Brasil devido à fundação do Colégio de São Paulo.  Tibiriçá também casou Beatriz, que não está claro se era sua filha ou neta, com o português Lopo Dias.
Em 1554, acompanhou Manuel da Nóbrega e José de Anchieta na obra da fundação de São Paulo e estabeleceu-se no local onde hoje se encontra o Mosteiro de São Bento, espalhando seus índios pelas imediações. A atual rua de São Bento era, por esse motivo, chamada, primitivamente, Martim Afonso (nome em que fora batizado o cacique). Graças à sua influência, os jesuítas puderam agrupar as primeiras cabanas de neófitos nas proximidades do colégio. Tibiriçá deu, aos jesuítas, a maior prova de fidelidade a 9 de julho de 1562 (e não 10 como habitualmente se escreve), quando, levantando a bandeira e uma espada de pau pintada e enfeitada de diversas cores, repeliu, com bravura, o ataque à vila de São Paulo efetuado pelos índios tupis, guaianás e carijós chefiados por seu sobrinho (filho de Piquerobi) Jaguaranho, no ataque conhecido como o Cerco de Piratininga. Durante o combate, Tibiriçá matou seu irmão Piquerobi e seu sobrinho Jaguaranho.
Tibiriçá morreu em 25 de dezembro de 1562, como atesta José de Anchieta em sua carta enviada ao padre Diogo Laínes, devido a uma peste que assolou a aldeia.

## Descendência
Seus descendentes deram origem às principais famílias da elite colonial de São Paulo. Dentre elas destaca-se sua Susana Dias, que fundou, em 1580, uma fazenda à beira do Rio Tietê, a oeste da cidade de São Paulo, próximo à cachoeira denominada pelos indígenas de "Parnaíba": hoje, é a cidade de Santana de Parnaíba.
A rainha Sílvia da Suécia é uma de seus inúmeros descendentes.
Marquesa Ferreira, uma importante aristocrata indígena do Rio de Janeiro quinhentista, é  bisneta de Tibiriçá, por parte de sua filha, Bartira, casada com João Ramalho.
Tem sua descendência descrita na Genealogia Paulistana, de Luís Gonzaga da Silva Leme.

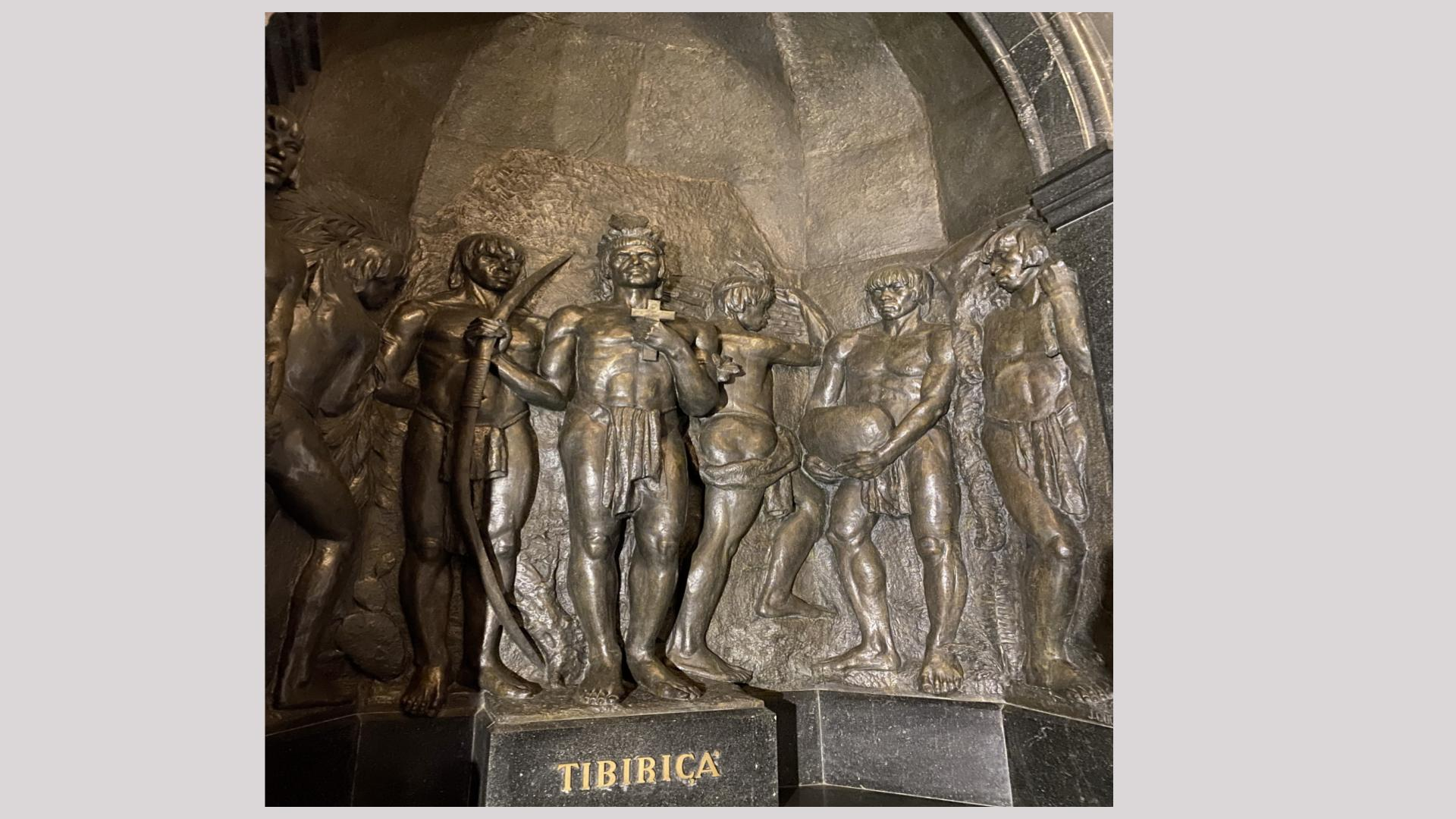
Cripta do Cacique Tibiriçá, localizada na Catedral da Sé, em São Paulo.

## Memória

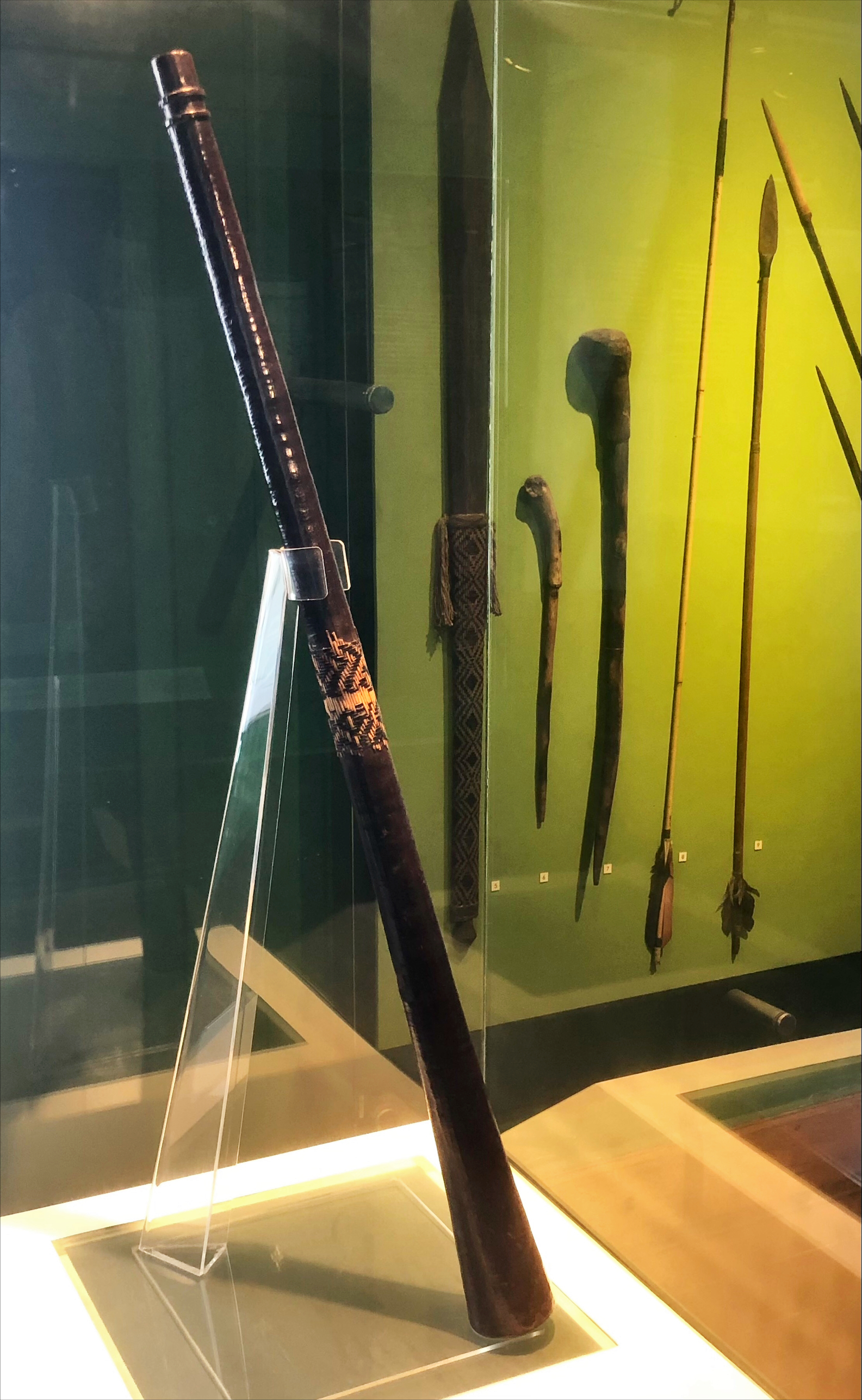
Tacape atribuído a Tibiriçá. Museu Histórico Nacional, Rio de Janeiro.

Tibiriçá é lembrado em vários momentos da história de São Paulo e do Brasil como um dos principais viabilizadores da construção da sociedade colonial no planalto. Há um projeto de lei tramitando para a inscrição do seu nome no Livro dos Heróis e Heroínas da Pátria, localizado no Panteão da Pátria e da Liberdade Tancredo Neves. Uma peça identificada como sendo o seu tacape está em exposição no Museu Histórico Nacional.
Seus restos mortais encontram-se na cripta da Catedral da Sé desde 1930, quando foram transladados da igreja Imaculado Coração de Maria, localizada no bairro de Santa Cecília.
Em sua homenagem, a rodovia estadual SP-031, ligando Ribeirão Pires a Suzano, foi denominada Índio Tibiriçá, além de ter seu nome em duas ruas da capital, uma na Luz e ao outra no Brooklin Paulista.